# 静岡市立清水第八中学校
静岡市立清水第八中学校（しずおかしりつ しみずだいはちちゅうがっこう）は、静岡県静岡市清水区追分四丁目に所在する公立中学校。

## 沿革
- 1961年（昭和36年）
  - 4月1日 - 清水市立第二中学校の大規模化解消のため学区を分離する形で開校。清水市立第八中学校とする。
  - 7月11日 - 開校式・落成式挙行。またこの日を「開校記念日」とする。
  - 校章制定。
- 1968年（昭和43年） 3月1日 - 校歌制定。体育館落成式挙行。
- 1972年（昭和47年）
  - 7月5日 - プール完成。
  - 7月12日 - プール落成式挙行。
- 1987年（昭和62年）
  - 3月30日 - 新校舎完成。
  - 5月11日 - 新校舎落成式挙行
- 2003年（平成15年）4月1日 - 静岡市立清水第八中学校に改称。

## 小学校区
- 静岡市立清水入江小学校
- 静岡市立清水有度第一小学校（清水区北脇、北脇新田のみ）

## 著名な出身者
- さくらももこ（漫画家、半自叙伝の漫画『ひとりずもう』の中学校編や、『ほのぼの劇場』の中学校時代のエピソードは、当校を舞台としている。スピンオフ作品『永沢君』の舞台の中学校のモデルとされている）
- 西澤明訓（元サッカー選手)
- 加藤康介（元プロ野球選手）
- 本田美登里（元サッカー選手、サッカー指導者）